# Wolfgang von Rogendorf

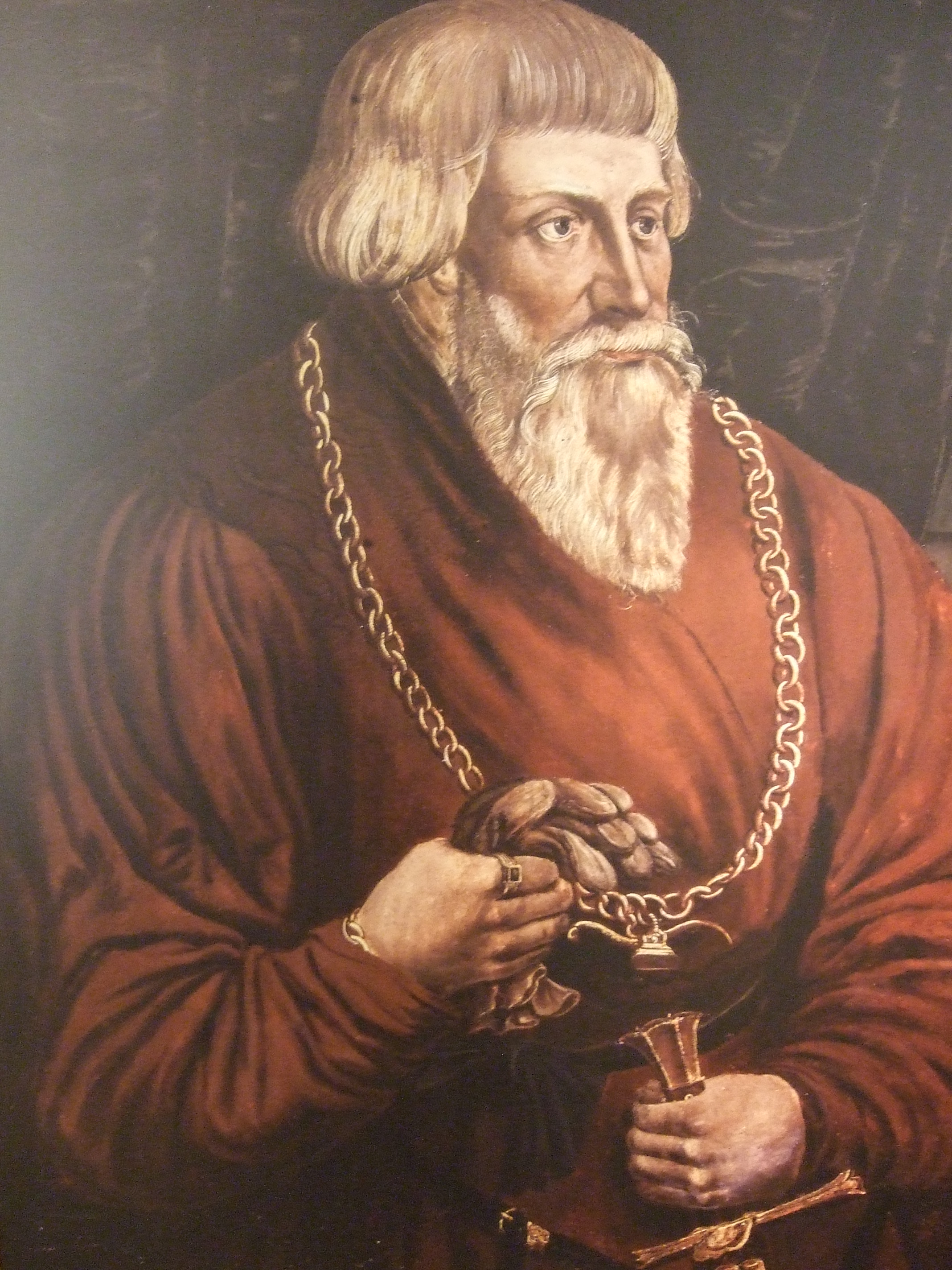
Wolfgang von Rogendorf

Wolfgang Freiherr von Rogendorf (* 29. Jänner 1483; † 1540) war Landmarschall von Niederösterreich und Burggraf von Steyr. Er entstammte der steirischen Ritterfamilie Rogendorf (bzw. Roggendorf) und war ein Sohn des Kaspar von Rogendorf und der Margarethe von Wildhaus.

## Leben
Wolfgang von Rogendorf war nach dem Tode seines Bruders Sigmund von 1507 bis 1514 Burggraf zu Steyr und 1528 sowie 1532 bis 1540 Landmarschall von Niederösterreich. Bei der Ersten Belegerung Wiens durch die Osmanen im Jahre 1529 zeichnete sich Wolfgang von Rogendorf neben seinem Bruder Wilhelm als Befehlshaber eines Reiterhaufens aus, unter seinem Befehl standen Männer aus den Familien Hager, Mamming, Mayenburg, Königsberg, Lamberg, Laßberg, Puechheim, Starhemberg etc.
Er war dreimal verheiratet.
- Elisabeth von Liechtenstein (* 1483; † 21. August 1517); Hochzeit am 7. März 1508; Kinder: Lukrezia, Katharina, Anna († 5. September 1562) und Wilhelm II (* 18. November 1511; † 1543)
- Rosina von Hohenfeld († 1526); Kinder: Elisabeth (* 1519; † 1586) und Margaretha
- Anna von Puchheim, verwitwete von Lamberg